# اووک هیل (تنسی)
اووک هیل(به انگلیسی: Oak Hill) شهری در ایالت تنسی کشور ایالات متحده آمریکا است که جمعیت آن در سرشماری سال ۲۰۱۰ میلادی، ۴٬۵۲۹ نفر بوده‌است.